# عبد السلام الياقوت
عبد السلام الياقوت، حكم كرة قدم كويتي دولي سابق.
و قد حكم في كأس الخليج 1974، وقد أدار مباراة منتخب الإمارات لكرة القدم ومنتخب البحرين لكرة القدم في تاريخ 18 مارس 1974.